# Protolisthaerus
Protolisthaerus – wymarły rodzaj chrząszczy z rodziny kusakowatych, obejmujący tylko jeden opisany gatunek: Protolisthaerus jurassicus.
Rodzaj i gatunek typowy opisali w 2014 roku Cai Chenyang, Robert Beattie i Huang Diying na podstawie skamieniałości odnalezionej w Daohugou, na terenie chińskiej Mongolii Wewnętrznej, datowanej na jurę środkową.
Chrząszcz ten miał wydłużone, gładkie ciało długości około 12,2 mm. Prawie trapezowata głowa wyposażona była w lekko wystające oczy i pozbawiona przyoczek. 11-członowe i dość długie czułki miały drugi człon krótki, a człony od czwartego do dziesiątego dłuższe niż szerokie. Poprzeczne przedplecze było ponad półtorakrotnie szersze od głowy, najszersze pośrodku, o dobrze zaznaczonych kątach przednich i tylnych, zaopatrzone w kilka szczecinek, o wąskim hypomeronie.  W przeciwieństwie do współczesnych Olisthaerinae wyrostek zabiodrowy przedplecza nie był u Protolisthaerus oddzielony od hypomeronu cienkim szwem. Stosunkowo krótkie pokrywy miały dobrze wykształcone barki, po 8 dość regularnych rzędów punktów i epipleury odgraniczone ostrymi żeberkami. Odwłok był bardzo smukły, o prawie równoległych bokach.